# 쿠바의 코로나19 범유행
다음은 쿠바의 코로나19 범유행에 대한 글이다.

## 연혁
2월 24일, 쿠바의 첫 코로나19 확진 환자가 발견되었다.
2021년 2월 초반부터는 신규확진자가 1000명을 넘었다. 2021년 7월 17일에는 일일확진자가 10000명을 뒤어넘었다.

## 같이 보기
- 북아메리카의 코로나19 범유행
- 2013~2014년 치쿤구니야 유행
- 2009년 인플루엔자 범유행